# Saint-Laurent-en-Gâtines
Saint-Laurent-en-Gâtines – miejscowość i gmina we Francji, w Regionie Centralnym, w departamencie Indre i Loara.
Według danych na rok 1990 gminę zamieszkiwało 690 osób, a gęstość zaludnienia wynosiła 22 osoby/km² (wśród 1842 gmin Regionu Centralnego Saint-Laurent-en-Gâtines plasuje się na 551. miejscu pod względem liczby ludności, natomiast pod względem powierzchni na miejscu 321.).